# Psilosticha
Psilosticha is een geslacht van vlinders van de familie spanners (Geometridae), uit de onderfamilie Ennominae.

## Soorten
- P. argillea Turner, 1947
- P. attacta Wealker, 1860
- P. barypasta Turner, 1947
- P. mactaria Guenée, 1857
- P. oresitropha Turner, 1947